# Wealay
Wealay är en klan i Liberia.   Den ligger i regionen Nimba County, i den nordöstra delen av landet, 260 km öster om huvudstaden Monrovia.